# Digimon CD-ROM
Digimon CD-ROM (estilizado como DigiMon CD-ROM) é um jogo eletrônico cancelado de simulação de vida desenvolvido pela Rapture Technologies, Inc. em 1998.
Situado na metaserie de Digimon foi desenvolvido para ser a versão de jogo eletrônico do brinquedo LCD Digital Monster e seria lançado em junho de 1998 para Windows 95.
Digimon CD-ROM foi concebido provavelmente no final de 1997, quando a Bandai Digital Entertainment, após o sucesso do Tamagotchi CD-ROM, sugeriu que se criasse uma versão para computador da sequência do Tamagotchi, o Digimon, visto que o brinquedo Digital Monster estava muito popular. Como resultado, foi escolhido para desenvolver o projeto a Rapture Technologies, Inc.
Digimon CD-ROM recebeu pouca atenção, se comparado com seu antecessor Tamagotchi CD-ROM, antes do lançamento do público de jogos e da imprensa, o que provavelmente foi a causa de seu não lançamento. Apesar do cancelamento do jogo, foi lançado no mesmo ano o Digital Monster Ver. S: Digimon Tamers, uma versão de jogo eletrônico do brinquedo LCD Digital Monster, exclusivamente no Japão para Sega Saturn.

## Jogabilidade
Digimon CD-ROM era um jogo de simulador de vida. A jogabilidade era semelhante a um bichinho virtual Digimon, com o diferencial de que  poderia se criar até quatro Digimons ao mesmo tempo. O jogador deveria alimentar, treinar e cuidar, para que seu Digimon fosse colocado para lutar contra outros monstro criados por ele mesmo ou membros de sua família em seu computador. Também seria possível enviá-lo para o site Digimon da Bandai para um confronto com outro DigiMon. Além disso, o Digimon poderia ser deixado no Centro de Treinamento por até 72 horas quando os proprietários estivessem longe do computador.